# Kappelturm

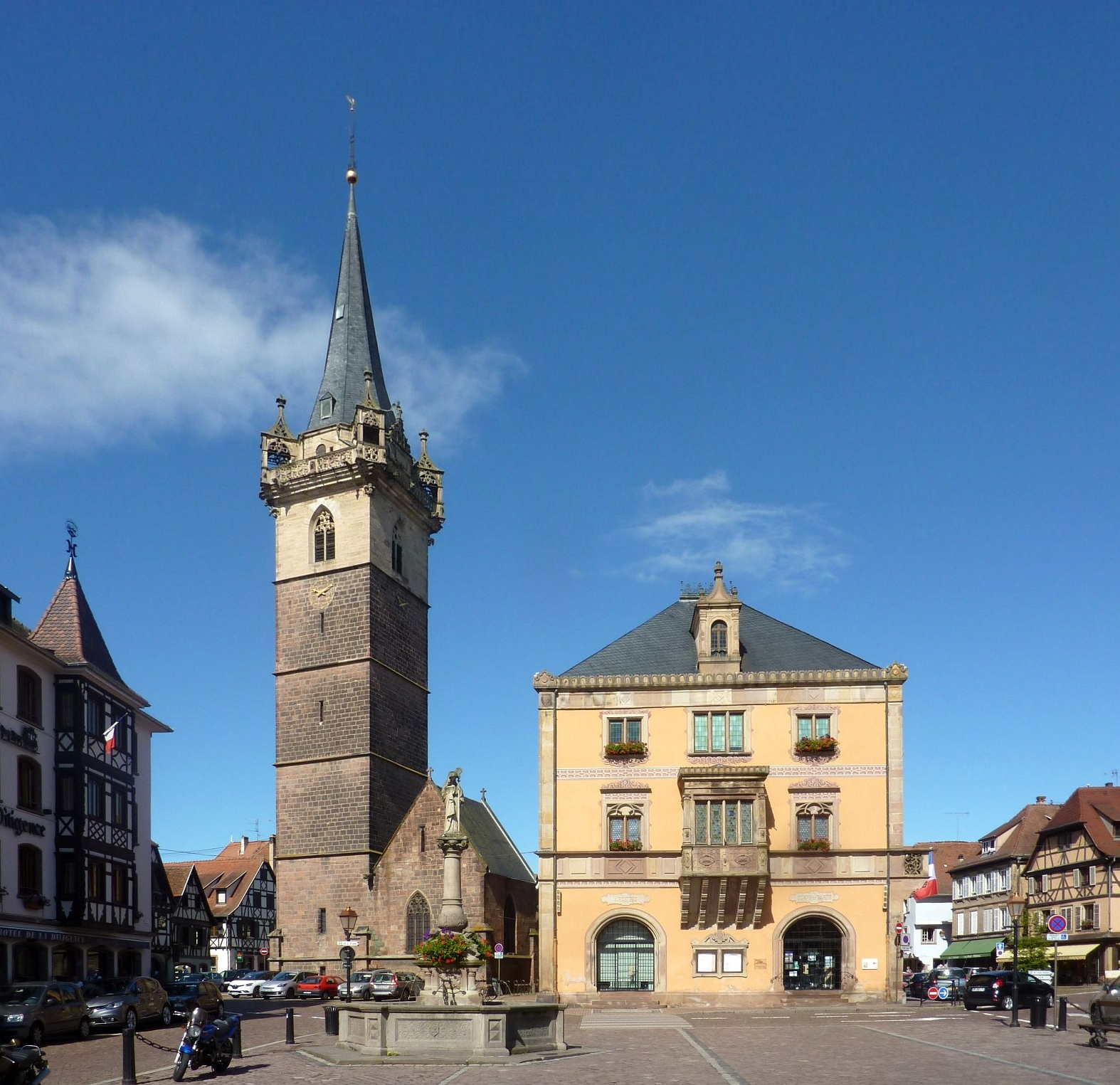
Kappelturm

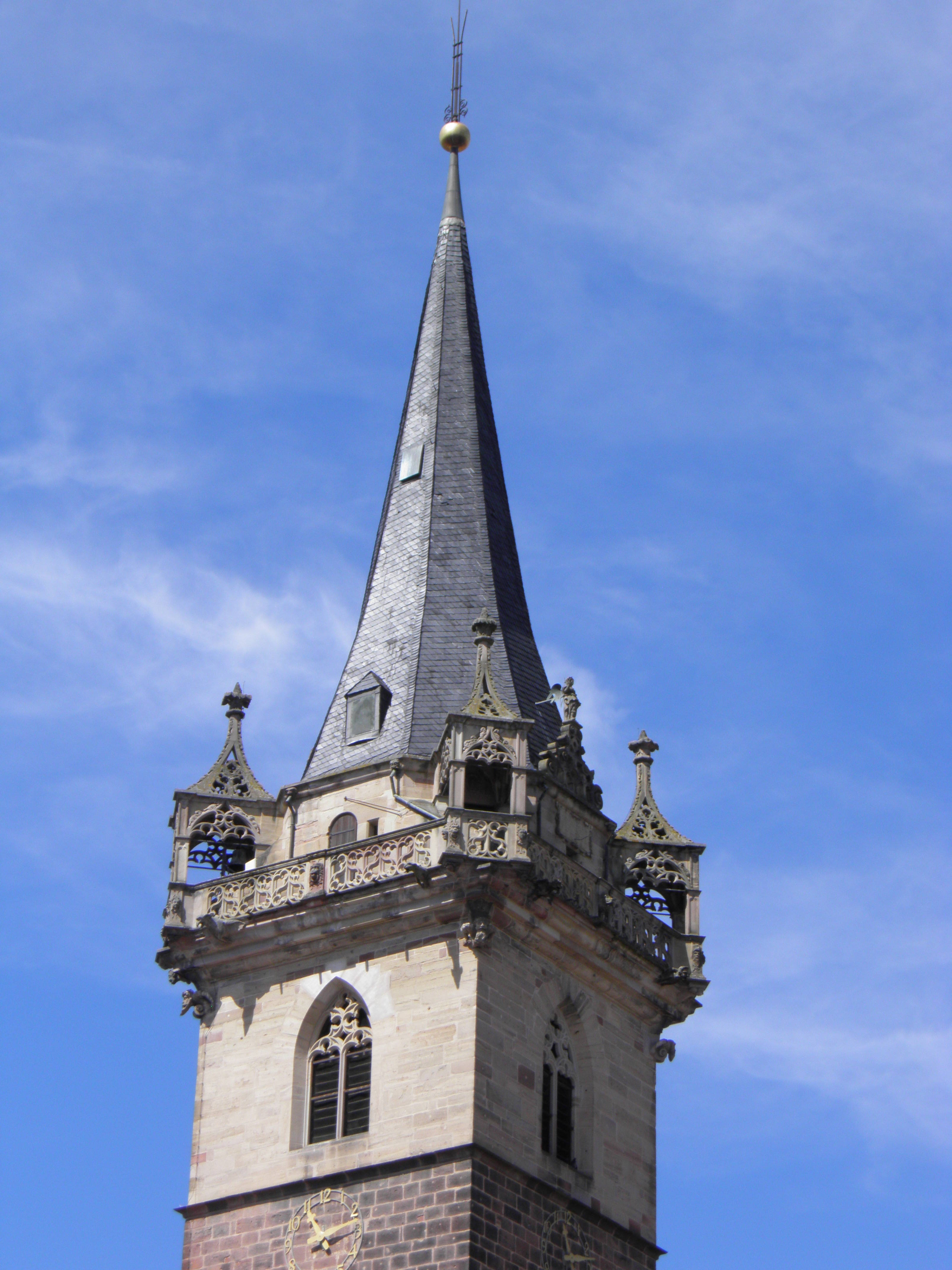
Spätgotischer Maßwerkschmuck am Turm

Der Kappelturm ist der gotische Turm der zugehörigen Marktkapelle in der französischen Stadt Obernai (deutsch Oberehnheim) im Elsass (Département Bas-Rhin).
Der Turm ist als Monument historique klassifiziert, die Kapelle ist eingetragen im Verzeichnis des kulturellen Erbes in Frankreich.

## Geschichte
Kurz vor 1285 wurde die Kapelle Unserer lieben Frau errichtet. 1474 wurde sie vergrößert und als Kappelkirche bekannt. Von diesem Gotteshaus sind nach der Niederlegung des Kirchenschiffes 1873 nur der Chor und der gleichzeitig als Glockenturm der Stadt dienende fünfgeschossige mächtige Turm erhalten.
Der gotische Turm trägt über einer 1596/97 von Georg Widemann erbauten vorgekragten Maßwerk-Brüstung mit übereck gestellten Türmchen einen spitzen Schieferhelm. Er besitzt in seinem Inneren zwei Glocken aus dem 15. Jahrhundert.
Der Turm der Kirche Notre-Dame-de-l’Assomption im benachbarten Bernardswiller wurde 1866/67 dem Kappelturm nachempfunden.